# Tolasella pallidus
Tolasella pallidus är en insektsart som beskrevs av Evans 1937. Tolasella pallidus ingår i släktet Tolasella och familjen dvärgstritar. Inga underarter finns listade i Catalogue of Life.